# Richtfeuer Kronstadt
Die Richtfeuerstrecke Kronstadt (russisch Кронштадтского Корабельного фарватера Kronschtadtskogo Korabelnogo farwatera, etwa Schiffsroute Kronstadt) besteht aus zwei Baken am südlichen Hafen von Kronstadt auf der Insel Kotlin in der Newabucht bei Sankt Petersburg (Nordwestrussland).
Das Unterfeuer vorn steht auf der südlichen Mole an der Zufahrt zum Hafenbecken. Der Metallgitterturm an der Frontseite weiß verkleidet mit einem roten, vertikalen Streifen in der Mitte. Das deutlich höhere Mittelfeuer gleicher Bauart steht am Kohlehafen, etwa 600 m hinter der vorderen Bake. Das Oberfeuer, ein schlanker Stahlmast, steht in der Bucht ca. 2,5 sm (4,6 km) hinter der vorderen Bake. Es ist ein runder, roter Turm mit Galerie. Er trägt eine weiß gestrichene Lattenmarkierung mit dem Turm als roten, vertikalen Streifen.
Zusammen ergeben sie auf dem Kurs 108.7° mit rotem Blinklicht und auffälligen Tageslichtmarkierungen eine Navigationshilfe für Schiffe, die durch die Passage des Seedeichs kommen. Die Leuchtfeuer sind im Dauerbetrieb.
| Leuchtfeuer        | Leuchtfeuer | Koordinaten          | Höhe in m            | Höhe in m            | Kennung              | Sektor               | Reichweite           | UKHS                 | NGA     |
| Leuchtfeuer        | Leuchtfeuer | Koordinaten          | Bau                  | Feuer                | Kennung              | Sektor               | Reichweite           | UKHS                 | NGA     |
| ------------------ | --- | -------------------- | -------------------- | -------------------- | -------------------- | -------------------- | -------------------- | -------------------- | ------- |
| Unterfeuer (vorne) | Siehe Infobox rechts | Siehe Infobox rechts | Siehe Infobox rechts | Siehe Infobox rechts | Siehe Infobox rechts | Siehe Infobox rechts | Siehe Infobox rechts | Siehe Infobox rechts |         |
| Mittelfeuer        | Bild gesucht Die Wikipedia wünscht sich an dieser Stelle ein Bild vom hier behandelten Ort. Falls du dabei helfen möchtest, erklärt die Anleitung , wie das geht. BW | 59° 59′ N, 29° 47′ O | 25                   | 29                   | Q.R.1s               | 108°—109°            | 8 sm (14,8 km)       | C4036.1              | 13020.1 |
| Oberfeuer (hinten) | Bild gesucht Die Wikipedia wünscht sich an dieser Stelle ein Bild vom hier behandelten Ort. Falls du dabei helfen möchtest, erklärt die Anleitung , wie das geht. BW | 59° 58′ N, 29° 51′ O | 40                   | 47                   | Q.R.1s               | 108°—109°            | 10 sm (18,5 km)      | C4036.2              | 13020.2 |